# La Hà
La Hà là thị trấn huyện lỵ của huyện Tư Nghĩa, tỉnh Quảng Ngãi, Việt Nam.
Thị trấn La Hà có diện tích 4,83 km², dân số năm 1999 là 7.135 người, mật độ dân số đạt 1.477 người/km².